# Clareamento dental
Clareamento dental ou clareamento dentário é um tratamento utilizado para tornar os dentes mais brancos. 

## Métodos
O clareamento dental pode ser realizado basicamente de duas maneiras: num consultório dentário ou em tratamento caseiro, com a supervisão do cirurgião-dentista. Todos os diferentes tipos de tratamento para clareamento dental utilizam um gel para clarear o dente. Quanto maior a concentração do gel, mais rápido pode ser realizado o clareamento. 

### Acompanhado por dentista
Concentrações elevadas (acima de 25%) só podem ser feitas em consultório. O gel nessas concentrações queima as mucosas e são necessários cuidados especiais. Normalmente é utilizado na concentração de 35%
Os tratamentos feitos em consultório podem exigir duas ou mais sessões de cerca de 1h30 a 2 horas e o gel é activado por uma fonte de luz (LED, Laser ou associação dos dois).

### Caseiro
O clareamento caseiro, é mais barato, e por ser um procedimento realizado em casa, se encaixa na rotina do paciente.Este tipo de clareamento é realizado pelo próprio paciente em sua casa com moldeira, porém, deve sempre ter a supervisão de um profissional dentista que o oriente da forma correta. A moldeira utilizada deve ser confeccionada de acordo com a arcada dentária do paciente, e o produto nela aplicado deverá ser indicado pelo profissional. O período do tratamento varia de acordo com a necessidade do paciente, porém os resultados já são perceptíveis nos primeiros dias.

### Clareamento interno
A técnica de clareamento interno (walking bleach) é utilizada para clarear dentes que sofreram tratamento de canal. Consiste de um clareamento por dentro do dente. O processo do tratamento de canal pode manchar o dente devido aos materiais de obturação do canal, a presença de sangue na câmara pulpar e medicações utilizadas durante o tratamento. O clareamento interno é uma técnica imprevisivel, e os dentes podem não se tornarem perfeitamente brancos.

## Riscos
Os principais riscos são uma sensibilidade temporariamente aumentada nos dentes, um clareamento excessivo e queimaduras químicas. O risco de sensibilidade nos dentes depende da concentração de peróxido de hidrogênio contida no gel clareador, o tempo em que ele ficou em contato com os dentes, além de um histórico de sensibilidade nos dentes anterior ao clareamento.